# Andautonia
Andautonia war eine römische Siedlung in Kroatien an der Südseite des Flusses Sava südöstlich von der Stadt Zagreb. Heute befindet sich dort das Dorf Šćitarjevo.
Die Siedlung lag in der römischen Provinz Pannonien an der Straße, die Poetovia (das heutige Ptuj) und Siscia (das heutige Sisak) miteinander verband. Der Name Andautonia wurde vom Geografen Claudius Ptolemäus erwähnt. Im Itinerarium Antonini, einem Verzeichnis römischer Straßen, wird hingegen der Name Dautonia verwendet. Die Straße verband Andautonia mit Poetovium, an der Straße lagen außerdem Pyrri und Aquaviva im Norden und Siscia im Süden. Die Siedlung bestand zwischen dem 1. und 4. Jahrhundert, danach wurde sie wahrscheinlich während der Völkerwanderung zerstört.
Erstmals wurde der Name der Siedlung 1758 auf einer Steintafel in Stenjevec entdeckt. Eine weitere Tafel fand man 1768 in Šćitarjevo. Während des 19. Jahrhunderts wurden römische Steine und Ziegel, die im Dorfgebiet gefunden wurden, für neue Gebäude wiederverwertet. Die oberirdischen Spuren der historischen Siedlung wurden damit zerstört, die genaue Lage der Siedlung geriet in Vergessenheit. Der genaue Ort wurde kontrovers diskutiert, Historiker und Geografen wie Johannes de Laet, Pierre M. Lapie, Christian Gottlieb Reichard, Jean-Baptiste Bourguignon d’Anville, Baltazar Adam Krčelić, Andrija Blašković, Matija Petar Katančić und Ivan Kukuljević-Sakcinski versuchten, die Siedlung zu lokalisieren. 1873 konnte der Standort von Theodor Mommsen genau bestimmt und im Corpus Inscriptionum Latinarum veröffentlicht werden. Das Archäologische Museum Zagreb startete eine erste Ausgrabung in Šćitarjevo und fand diverse römische Artefakte in ein Meter Tiefe.
Die Mitarbeiter des Museums kehrten zwischen 1969 und 1980 mehrmals zu Ausgrabungen zurück. Seit 1981 untersuchten sie auch den Garten des Pfarramts in der Mitte des Dorfes. Sie fanden Spuren von Straßen, Abwasserkanälen, verschiedenen Gebäuden, Stadtmauern und einer Nekropole. 1994 wurde im Dorf ein archäologischer Park eingerichtet, die erste Einrichtung dieser Art in Kroatien.